# John Augustus Stone
Pour les articles homonymes, voir John Stone et Stone.
John Augustus Stone, né en 1800 ou en 1801 à Concord (Massachusetts) et mort en 1834 à Philadelphie, est un acteur, dramaturge et auteur dramatique américain, surtout connu comme l'auteur de Metamora.

## Biographie

### Naissance
John Augustus Stone naît le 15 décembre 1800, ou en 1801 à Concord (Massachusetts),. Il est le fils de Joshua Stone, ébéniste, et de Sarah Avery.

### Carrière
À l'âge de vingt ans, il entame une carrière d'acteur et fait ses débuts dans le mélodrame populaire Douglas au Washington Garden Theatre de Boston. Le rôle qu'il joue dans cette production est Old Norval, un choix étrange pour un jeune homme, mais c'est dans les rôles de comiques excentriques et de vieillards qu'il se fait connaître en tant qu'acteur. Il apparaît sur la scène new-yorkaise à partir de 1822. Il se produit également sur scène à Philadelphie.
Pour Edwin Forrest, il écrit Metamora, The Ancient Briton et Fauntleroy ; et parmi d'autres pièces, il publie La Roque, The Demoniac et Tancred.

### Mort
D'après Jack Hrkach et Edmund M. Hayes, il meurt le 29 mai 1834,. Selon l'Appletons' Cyclopædia of American Biography, il se noie le 1er juin 1834 dans la Schuylkill, à Philadelphie, dans un accès de folie passagère.
Il est inhumé au Mount Moriah Cemetery.
Son monument porte l'inscription suivante : « Érigé à la mémoire de l'auteur de Metamora par son ami Edwin Forrest ».